# Seckendorff
Seckendorff ist ein deutscher Familienname.

## Namensträger
- Adolf von Seckendorff (General, 1801) (1801–1866), deutscher Generalmajor und Festungskommandant
- Adolf von Seckendorff (General, 1857) (1857–1941), deutscher General der Infanterie
- Adolph Franz Carl von Seckendorff (1742–1818), Hofbeamter
- Albert von Seckendorff (1849–1921), deutscher Vizeadmiral, Diplomat und Hofmarschall
- Albrecht von Seckendorff (1748–1834), Großherzoglich badischer Staats- und Finanzminister
- Alfred von Seckendorff (1796–1876), deutscher Verwaltungsjurist und Schriftsteller
- Arthur von Seckendorff-Gudent (1845–1886), österreichischer Forstmann schweizerischer Herkunft
- August Heinrich von Seckendorff (1807–1885), deutscher Staatsmann und Jurist
- Carl von Seckendorff (1800–1870), preußischer Oberbergrat
- Carl August von Seckendorff (1774–1828), deutscher Verwaltungsjurist und Oberkonsistorialpräsident der Evangelisch-Lutherischen Kirche in Bayern
- Christa von Seckendorff (* 1970), deutsche Künstlerin
- Christian Adolf von Seckendorff (1767–1833), deutscher Dichter
- Christoph Friedrich von Seckendorff-Aberdar (1679–1759), Diplomat und brandenburg-ansbachischer Minister
- Eleonore von Seckendorff (Eleonore Maria Franziska von Seckendorff, Ellen Sommer-von Seckendorff; 1887–1970), Übersetzerin und Autorin
- Erwin von Seckendorff-Gudent (1848–1923), württembergischer Politiker
- Ferdinand von Seckendorff (1808–1872), preußischer Generalmajor
- Franz Karl Leopold von Seckendorf-Aberdar (1775–1809), deutscher Dichter
- Friedrich Bernhard von Seckendorff (1772–1852), deutscher Politiker
- Friedrich Heinrich von Seckendorff (1673–1763), kaiserlicher Feldmarschall
- Götz von Seckendorff (1889–1914), deutscher Maler und Bildhauer
- Guido von Seckendorff (1829–1896), deutscher Leutnant, Kolonist und Mitgründer der Stadt Blumenau in Brasilien
- Gustav von Seckendorff (Philosoph) (1775–1823), deutscher Schriftsteller
- Gustav von Seckendorff (General) (1848–1924) deutscher General der Infanterie
- Hans von Seckendorff (1898–1964), deutscher Maler (https://www.vonradetzky.de/hans-von-seckendorff.html)
- Henriette von Seckendorff-Gutend (1819–1878), „Heilerin“, Mutter der Kranken und Schwermütigen
- Hugo von Seckendorff-Gutend (1855–1891), deutscher Landschafts-, Genre- und Orientmaler der Düsseldorfer Schule
- Johann Karl Christoph von Seckendorff (1747–1814), württembergischer Staatsminister
- Karl Alexander von Seckendorff-Aberdar (1803–1855), württembergischer Obersthofmeister und Kammerherr
- Karl Siegmund von Seckendorff (1744–1785), deutscher Dichter, Regisseur, Schauspieler und Sänger am Weimarer Hof
- Kaspar von Seckendorff († 1595), Fürstbischof von Eichstätt
- Monika Brigitte Freifrau von Seckendorff-Gudent (* 1953), deutsche Terroristin der Rote Armee Fraktion, siehe Monika Helbing
- Rudolf von Seckendorff (1844–1932), deutscher Jurist, Präsident des Reichsgerichts (1905–1920)
- Theodor Franz Christian von Seckendorff (1801–1858), preußischer Diplomat
- Theresius von Seckendorf-Aberdar (auch: Seckendorff; 1758–1825), deutscher Biograf, Romanist, Hispanist und Lexikograf
- Veit Ludwig von Seckendorff (1626–1692), deutscher Staatsmann
- William von Seckendorff (1799–1863), Bergbaubeamter, Mineraloge und Salinendirektor in Schöningen
- William von Seckendorff-Gudent (1858–1936), sächsischer Generalmajor